# Drwęca
Die Drwęca ('drvɛntsa), deutsch Drewenz, ist ein rechter Nebenfluss der Weichsel in den polnischen Woiwodschaften Ermland-Masuren und Kujawien-Pommern.
Die Drwęca, früher auch Drebnitz genannt, entspringt etwa acht Kilometer südwestlich von Olsztynek (Hohenstein) bei dem Dorf Drwęck (Dröbnitz) und fließt zunächst in nordwestlicher Richtung bis Ostróda (Osterode), danach in westlicher Richtung durch den Jezioro Drwęckie (Drewenzsee) im masurischen Seengebiet und verläuft anschließend in südlicher bis südwestlicher Richtung, bis sie schließlich an der südöstlichen Grenze von Toruń (Thorn) in die Weichsel mündet. Die Drwęca ist 253 Kilometer lang. Ihr Einzugsgebiet beträgt ca. 5.536 km².
Der 1840–1856 gebaute Oberländische Kanal (Kanał Elbląski) verbindet die Drwęca über Miłomłyn (Liebemühl), Ostróda (Osterode) und Elbląg (Elbing) mit dem Frischen Haff.
Städte:
- Ostróda (Osterode)
- Nowe Miasto Lubawskie (Neumark (Westpreußen))
- Brodnica (Strasburg)
- Golub-Dobrzyń (Gollub-Dobrzyn, früher zwei eigenständige Städte)

Nebenflüsse:
- Wel (Welle)
- Grabiczek (Grabiczka)

Der ursprüngliche Name *Dravantia ist eine nt-Ableitung der idg. Wurzel *drou-(os) mit der Bedeutung ‚Lauf, Flusslauf‘.